# THRAK
 (décembre 2021).
Si vous disposez d'ouvrages ou d'articles de référence ou si vous connaissez des sites web de qualité traitant du thème abordé ici, merci de compléter l'article en donnant les références utiles à sa vérifiabilité et en les liant à la section « Notes et références ».
Albums de King Crimson
Three of a Perfect Pair
(1984) the construKction of light
(2000)
THRAK est le onzième album studio du groupe de rock progressif britannique King Crimson. Il est sorti en 1995 chez Virgin Records.

## Histoire
Après presque une décennie de pause, Robert Fripp rappelle Adrian Belew et Tony Levin pour reformer King Crimson. Il contacte également le chanteur David Sylvian (ex-Japan). Bien que cette formation n'ait rien publié, la collaboration de Fripp et Sylvian est néanmoins productive et donne lieu à l'album The First Day en 1993. La tournée qui s'ensuit, illustrée par l'album Damage: Live, augure du futur King Crimson avec la présence de Trey Gunn à la Warr Guitar et Pat Mastelotto aux percussions.
Le groupe renaît vraiment en 1994 avec le retour du batteur Bill Bruford. King Crimson se compose alors de six membres : deux guitaristes (Fripp et Belew), deux bassistes (Levin et Gunn) et deux batteurs (Bruford et Mastelotto). Cette formation, baptisée « double trio », possède une pluralité et une complexité sonores inédites dans l'histoire du groupe. Elle publie d'abord le maxi VROOOM en novembre 1994, dont presque tous les morceaux sont repris sur THRAK.
Cet album reprend le caractère structuré et industriel des albums sortis par King Crimson dans les années 1980, mais aussi la sauvagerie et le penchant pour l'improvisation des années 1970 (dont témoigne l'album live THRaKaTTaK). Il alterne chansons conventionnelles (Walking On Air, People...) et instrumentaux (VROOOM, B'Boom...), allant parfois jusqu'à allier ces styles (Dinosaur), tout en continuant à puiser dans les ressources des années antérieures (voir notamment l'album live Vrooom Vrooom).
Le double trio ne reste pas longtemps actif. Il se scinde en plusieurs ProjeKcts dès 1996 avant d'éclater pour de bon.

## Liste des pistes
Toutes les chansons sont écrites et composées par Adrian Belew, Bill Bruford, Robert Fripp, Trey Gunn, Tony Levin et Pat Mastelotto.
| No  | Titre                     | Durée |
| --- | ------------------------- | ----- |
| 1.  | VROOOM                    | 4:37  |
| 2.  | Coda: Marine 475          | 2:41  |
| 3.  | Dinosaur                  | 6:35  |
| 4.  | Walking On Air            | 4:34  |
| 5.  | B'Boom                    | 4:11  |
| 6.  | THRAK                     | 3:58  |
| 7.  | Inner Garden I            | 1:47  |
| 8.  | People                    | 5:53  |
| 9.  | Radio I                   | 0:43  |
| 10. | One Time                  | 5:21  |
| 11. | Radio II                  | 1:02  |
| 12. | Inner Garden II           | 1:02  |
| 13. | Sex Sleep Eat Drink Dream | 4:48  |
| 14. | VROOOM VROOOM             | 5:37  |
| 15. | VROOOM VROOOM: Coda       | 3:00  |

## Musiciens
- Robert Fripp : guitare, mellotron, soundscapes
- Adrian Belew : guitare, chant
- Trey Gunn : Warr guitar, chœurs
- Tony Levin : basse, stick, chœurs
- Pat Mastelotto : batterie acoustique et électronique
- Bill Bruford : batterie acoustique et électronique